# Edgardo Richiez
Edgardo Richiez Matos (* 26. Mai 1982) ist ein puerto-ricanischer Straßenradrennfahrer.
Edgardo Richiez belegte 2006 bei der Karibikmeisterschaft den 35. Platz im Einzelzeitfahren. In der Saison 2007 fuhr er für das kolumbianisch-puerto-ricanische Caico Cycling Team, das eine UCI-Lizenz als Continental Team hatte. In seinem ersten Jahr dort wurde er nationaler Meister im Straßenrennen und bei der Karibikmeisterschaft wurde er Vierter im Einzelzeitfahren. Er gewann fünf weitere nationale Meistertitel: 2009 und 2012 sowohl im Straßenrennen und im Einzelzeitfahren sowie 2014 im Straßenrennen.

## Erfolge
2007
- Puerto-ricanischer Meister – Straßenrennen

2009
- Puerto-ricanischer Meister – Einzelzeitfahren
- Puerto-ricanischer Meister – Straßenrennen

2012
- Puerto-ricanischer Meister – Einzelzeitfahren
- Puerto-ricanischer Meister – Straßenrennen

2016
- Puerto-ricanischer Meister – Straßenrennen

## Teams
- 2007 Caico Cycling Team